# Happily Divorced/Episodenliste
Diese Episodenliste enthält alle Episoden der US-amerikanischen Sitcom Happily Divorced, sortiert nach der US-amerikanischen Erstausstrahlung. Die Fernsehserie umfasst insgesamt zwei Staffeln mit 34 Episoden mit einer Länge von jeweils 22 Minuten.

## Übersicht
| Staffel | Episodenanzahl | Erstausstrahlung USA | Erstausstrahlung USA | Deutschsprachige Erstausstrahlung | Deutschsprachige Erstausstrahlung |
| Staffel | Episodenanzahl | Staffelpremiere      | Staffelfinale        | Staffelpremiere                   | Staffelfinale                     |
| ------- | -------------- | -------------------- | -------------------- | --------------------------------- | --------------------------------- |
| 1       | 10             | 15. Juni 2011        | 17. August 2011      | 10. Juli 2013                     | 7. August 2013                    |
| 2       | 24             | 7. März 2012         | 13. Februar 2013     | 14. August 2013                   | 30. Oktober 2013                  |

## Staffel 1
Die Erstausstrahlung der ersten Staffel war vom 15. Juni bis zum 17. August 2011 auf dem US-amerikanischen Fernsehsender TV Land zu sehen. Die deutschsprachige Erstausstrahlung sendete der Sender Glitz* vom 10. Juli bis zum 7. August 2013 in Doppelfolgen.
| Nr. (ges.) | Nr. (St.) | Deutscher Titel         | Originaltitel            | Erstausstrahlung USA | Deutschsprachige Erstausstrahlung (D) | Regie              | Drehbuch                                            |
| --- | --------- | ----------------------- | ------------------------ | -------------------- | ------------------------------------- | ------------------ | --------------------------------------------------- |
| 1 | 1         | Das Geständnis          | Pilot                    | 15. Juni 2011        | 10. Juli 2013                         | Lee Shallat Chemel | Fran Drescher & Peter Marc Jacobson                 |
| Fran erfährt nach 18 Jahren Ehe, dass ihr Mann glaubt schwul zu sein. Sie lassen sich scheiden, doch sie können es sich nicht leisten, getrennt zu leben. Ein halbes Jahr später lernt Fran Elliot kennen.                            |           |                         |                          |                      |                                       |                    |                                                     |
| 2 | 2         | Bettgeflüster           | Pillow Talk              | 22. Juni 2011        | 10. Juli 2013                         | Lee Shallat Chemel | Fran Drescher, Peter Marc Jacobson & Frank Lombardi |
| Fran and Elliot freuen sich auf einen romantischen Abend, doch der betrunkene Peter legt sich neben das schlafende Paar, Fran und Elliot, ins Bett. Der nächste Morgen ist peinlich und Elliot trennt sich von Fran, Fran will Rache. |           |                         |                          |                      |                                       |                    |                                                     |
| 3 | 3         | Der Hochzeitstag        | Anniversary              | 29. Juni 2011        | 17. Juli 2013                         | Lee Shallat Chemel | Fran Drescher, Peter Marc Jacobson & Frank Lombardi |
| Fran und Peter müssen mehr Steuern zahlen als je zuvor, somit freuen sie sich über einen 10.000 $ Auftrag. Fran vermasselt jedoch den Auftrag und es gibt großen Streit am Hochzeitstag des geschiedenen Paares.                      |           |                         |                          |                      |                                       |                    |                                                     |
| 4 | 4         | Einer von denen         | A Date with Destiny      | 6. Juli 2011         | 24. Juli 2013                         | Lee Shallat Chemel | Fran Drescher, Peter Marc Jacobson & Frank Lombardi |
| Fran und Judi entdecken Briefe von Frans großer Jugendliebe, Richard. Sie schreibt ihm und sie haben mehrere Dates. Peter arbeitet mit Richard zusammen. Doch dann erfährt Fran, dass Richard etwas gegen Schwule hat.                |           |                         |                          |                      |                                       |                    |                                                     |
| 5 | 5         | Alter Kram              | Spousal Support          | 13. Juli 2011        | 17. Juli 2013                         | David Trainer      | Fran Drescher, Peter Marc Jacobson & Frank Lombardi |
| Peter hat einen reichen Kunden und könnte ausziehen, wenn Fran dieses Geschäft nicht wieder zerstören würde. Sie erfährt in einer Selbsthilfegruppe, dass sie nach selbst 6 Monaten die Scheidung noch nicht verarbeitet hat.         |           |                         |                          |                      |                                       |                    |                                                     |
| 6 | 6         | Die Kreuzfahrt          | I Wanna Be Alone         | 20. Juli 2011        | 24. Juli 2013                         | Lee Shallat Chemel | Fran Drescher, Peter Marc Jacobson & Frank Lombardi |
| Fran gewinnt eine Kreuzfahrt und würde am liebsten alleine zur Reise antreten, was Judi und Peter überhaupt nicht gefällt. Währenddessen entdeckt Dori ihre schauspielerische Seite und tritt einer Theatergruppe bei.                |           |                         |                          |                      |                                       |                    |                                                     |
| 7 | 7         | Alte Liebe rostet nicht | Someone Wants Me         | 27. Juli 2011        | 31. Juli 2011                         | Lee Shallat Chemel | Fran Drescher, Peter Marc Jacobson & Frank Lombardi |
| Fran möchte endlich Elliot vergessen und datet online. Doch selbst nach zahlreichen Dates war ihr perfekter Mann noch immer nicht dabei.                                                                                              |           |                         |                          |                      |                                       |                    |                                                     |
| 8 | 8         | Beste Freundinnen       | A Kiss is Just a Kiss    | 3. Aug. 2011         | 31. Juli 2011                         | Lee Shallat Chemel | Fran Drescher, Peter Marc Jacobson & Frank Lombardi |
| Fran und Judi streiten sich zum ersten Mal wegen eines Mannes. Der Streit scheint ausweglos, so sucht Fran Rat bei ihrer Mutter und deren Nachbarin und Freundin Marilyn.                                                             |           |                         |                          |                      |                                       |                    |                                                     |
| 9 | 9         | Schlechtes Timing       | Vegas Baby               | 10. Aug. 2011        | 7. Aug. 2013                          | Lee Shallat Chemel | Fran Drescher, Peter Marc Jacobson & Frank Lombardi |
| Fran und Peter reisen nach Vegas zu einer Blumenausstellung. Elliot versetzt Fran und die beiden landen im Bett und Fran befürchtet, schwanger zu sein.                                                                               |           |                         |                          |                      |                                       |                    |                                                     |
| 10 | 10        | Verliebt in Gregory     | Torn Between Two Lovetts | 17. Aug. 2011        | 7. Aug. 2013                          | Lee Shallat Chemel | Fran Drescher, Peter Marc Jacobson & Frank Lombardi |
| Fran und Peter fühlen sich von demselben Mann angezogen. Beide haben mehrere Dates mit Gregory Sherwood und wissen nicht, was er will.                                                                                                |           |                         |                          |                      |                                       |                    |                                                     |

## Staffel 2
Die Erstausstrahlung der zweiten Staffel fand vom 7. März 2012 bis zum 13. Februar 2013 auf dem US-amerikanischen Fernsehsender TV Land statt. Die deutschsprachige Erstausstrahlung erfolgte vom 14. August bis zum 30. Oktober 2013 auf dem Sender Glitz*.
| Nr. (ges.) | Nr. (St.) | Deutscher Titel             | Originaltitel                         | Erstausstrahlung USA | Deutschsprachige Erstausstrahlung (—) | Regie               | Drehbuch                          | Zuschauer (USA) |
| --- | --------- | --------------------------- | ------------------------------------- | -------------------- | ------------------------------------- | ------------------- | --------------------------------- | --------------- |
| 11 | 1         | Gemischte Gefühle           | The Reunion                           | 7. März 2012         | 14. Aug. 2013                         | Steve Zuckerman     | Jayne Hamil                       | 1,44 Mio.       |
| Fran hat ein Schultreffen und möchte vor ihrer angeberischen Erzfeindin Jill auch prahlen können. Somit fragt sie Elliot, ob er nicht für eine Nacht ihr Verlobter sein möchte. |           |                             |                                       |                      |                                       |                     |                                   |                 |
| 12 | 2         | Beichte mit Folgen          | Peter Comes Out Again                 | 14. März 2012        | 14. Aug. 2013                         | Peter Marc Jacobson | Fran Drescher & Jay Kogen         | 1,03 Mio.       |
| Peters Bruder, Matthew, ist für ein paar Tage der Stadt. Fran verlangt von Peter, sich vor Matthew zu outen. Derweil gesteht Matthew, dass Fran seine Jugendliebe war und fragt sie aus. Peter reagiert eifersüchtig. |           |                             |                                       |                      |                                       |                     |                                   |                 |
| 13 | 3         | Fran auf Abwegen            | Daddy’s Girl                          | 21. März 2012        | 21. Aug. 2013                         | Steve Zuckerman     | Fran Drescher & Caryn Lucas       | 1,25 Mio.       |
| Fran macht sich Sorgen um den geistigen Zustand ihres Vaters, Glen. Er kauft sich ein Motorrad, was Fran sehr ängstigt. Sie beschließt es mit Peter zu stehlen um Glen zu retten. Doch keiner der beiden ist je Motorrad gefahren. |           |                             |                                       |                      |                                       |                     |                                   |                 |
| 14 | 4         | Das Familiengrab            | The Burial Plotz                      | 28. März 2012        | 21. Aug. 2013                         | Peter Marc Jacobson | Fran Drescher & Frank Lombardi    | 1,35 Mio.       |
| Um den Dachschaden in Frantastic Flowers zu bezahlen, verkauft Fran Peters Platz im Familiengrab an Marilyn für ihre noch lebende aber alte Mutter, Myrna. Dori und Peter sind wütend, also versucht Fran den Platz zurückzukaufen. Doch Mrs. Kapelmaster bleibt stur.                                                                                              |           |                             |                                       |                      |                                       |                     |                                   |                 |
| 15 | 5         | Das Babykapitel             | Swimmers & Losers                     | 11. Apr. 2012        | 28. Aug. 2013                         | Bob Koherr          | Fran Drescher & Bob Myer          | 1,05 Mio.       |
| Als Fran erfährt, dass eine gleichaltrige Freundin schon Großmutter ist, realisiert sie, dass sie das Kapitel Kinder wohl längst vergraben hat und beginnt zu zweifeln. Gleichzeitig möchte Peter für eine Arbeitskollegin als Samenspender fungieren, sehr zu Frans Missfallen.                                                                                    |           |                             |                                       |                      |                                       |                     |                                   |                 |
| 16 | 6         | Newman gegen Newman         | Newman vs. Newman                     | 18. Apr. 2012        | 28. Aug. 2013                         | Bob Koherr          | Fran Drescher & Diane Wilk        | 0,88 Mio.       |
| Dori nimmt auf Facebook Kontakt zu ihrer Jugendliebe auf. Dori und Glen streiten deshalb und Dori zieht bei Fran ein. Frans Versuch die beiden zu versöhnen ging nach hinten los, also fragt sie Doris Freundin Marilyn um Rat. |           |                             |                                       |                      |                                       |                     |                                   |                 |
| 17 | 7         | Abenteuer im Wald           | Adventure Man                         | 25. Apr. 2012        | 4. Sep. 2013                          | Lee Shallat Chemel  | Fran Drescher & Devon Kelly       | 1,11 Mio.       |
| Fran sehnt sich an einem langweiligen Samstagabend vorm TV nach mehr Abenteuer. Uneingeladen geht sie mit Judy auf eine Single-Party und findet den Mann fürs Abenteuer, Adam. Doch beim Zelten werden sie von einem Bären überrascht. |           |                             |                                       |                      |                                       |                     |                                   |                 |
| 18 | 8         | Bekenntnisse                | Time in a Bottle                      | 2. Mai 2012          | 4. Sep. 2013                          | Lee Shallat Chemel  | Fran Drescher & Jay Kogen         | 0,84 Mio.       |
| Alle sind bei Fran und schauen gemeinsam Judis Werbespot. Fran bringt die Frage auf, was Peter dazu verleitet hat, sich vor 2 Jahren zu outen. Alle erzählen ihre Erinnerungen, doch manche Sachen sollten besser in der Vergangenheit bleiben. |           |                             |                                       |                      |                                       |                     |                                   |                 |
| 19 | 9         | Muttertag                   | Mother’s Day                          | 9. Mai 2012          | 11. Sep. 2013                         | Lee Shallat Chemel  | Fran Drescher & Caryn Lucas       | 0,98 Mio.       |
| Fran vergisst für den Muttertags-Brunch zu reservieren, versucht es aber wieder gutzumachen. Währenddessen vermittelt Frans High-School-Freundin Katy, eine Hundepsychologin, zwischen Fran und ihrem Hund Esther, da die beiden sich nicht allzu gut verstehen. |           |                             |                                       |                      |                                       |                     |                                   |                 |
| 20 | 10        | Bindungsängste              | Fran-alyze This                       | 16. Mai 2012         | 11. Sep. 2013                         | Lee Shallat Chemel  | Fran Drescher & Bob Myer          | 0,94 Mio.       |
| Ein von Peter arrangiertes Date zwischen Fran und Harold läuft miserabel und so will Fran Elliot mehr denn je. Elliot möchte aber zunächst eine Paar-Therapie, doch der Therapeut (zufälligerweise Frans Date Harold) verhilft Fran bei ihrem Durchbruch und sie löst sich von Elliot.                                                                              |           |                             |                                       |                      |                                       |                     |                                   |                 |
| 21 | 11        | Cesar und Teresa            | Cesar’s Wife                          | 30. Mai 2012         | 18. Sep. 2013                         | Lee Shallat Chemel  | Fran Drescher & Frank Lombardi    | 0,99 Mio.       |
| Als Fran erfährt, dass es in Cesars Ehe mit Teresa kriselt, mischt sie sich gegen Peters Ratschlag ein und möchte helfen. Doch das entpuppt sich als Fehler, als Fran realisiert, dass wenn Paare Zeit gemeinsam verbringen, weniger mehr sein kann. |           |                             |                                       |                      |                                       |                     |                                   |                 |
| 22 | 12        | Frankie (1)                 | Two Guys, a Girl and a Pizza Place    | 6. Juni 2012         | 18. Sep. 2013                         | Lee Shallat Chemel  | Fran Drescher & Mike Dow          | 1,40 Mio.       |
| Fran lernt einen New Yorker kennen, der in LA eine Pizzeria eröffnet und denkt, vielleicht die neue Liebe gefunden zu haben. Doch als Elliot ihr sagt, dass er bereit für eine feste Beziehung ist, weiß sie nicht mehr wo ihr der Kopf steht, entweder der Rocker oder der Pizzamann.                                                                              |           |                             |                                       |                      |                                       |                     |                                   |                 |
| 23 | 13        | Frankie (2)                 | Two Guys, a Girl and a Pizza Place II | 28. Nov. 2012        | 25. Sep. 2013                         | Rob Schiller        | Fran Drescher & Diane Wilk        | 1,28 Mio.       |
| Fran entscheidet sich für den Pizzamann Frankie. Die beiden machen allerdings über einen Monat lang keine Liebe und als es, nachdem Fran Druck macht, soweit ist, bemerkt sie, dass der Funke einfach nicht überspringt. Elliot erfährt davon und macht Fran einen Antrag, den sie annimmt. Währenddessen nimmt Peter einen Zweitjob als Joan Collins Assistent an. |           |                             |                                       |                      |                                       |                     |                                   |                 |
| 24 | 14        | Die Schwiegereltern         | Meet the Parents                      | 5. Dez. 2012         | 25. Sep. 2013                         | Rob Schiller        | Fran Drescher & Caryn Lucas       | 1,19 Mio.       |
| Als Elliots Eltern in der Stadt sind, schmeißt Fran eine Dinner Party. Sie gibt sich Mühe ihre Schwiegereltern in spé zu beeindrucken, doch als der Ring von Elliots Mutter verschwindet und Fran beschuldigt wird, ist der Abend ruiniert. Währenddessen gräbt Elliots Vater Dori an.                                                                              |           |                             |                                       |                      |                                       |                     |                                   |                 |
| 25 | 15        | Das Double                  | The Back-Up Fran                      | 12. Dez. 2012        | 2. Okt. 2013                          | Rob Schiller        | Fran Drescher & Frank Lombardi    | 1,01 Mio.       |
| Fran macht sich Sorgen, dass wenn sie in Zukunft mit Elliot zusammenzieht, Peter ganz allein ist und schlägt ihm vor, einen Mitbewohner zu suchen. Sie ist jedoch wenig beeindruckt von der potentiellen Mitbewohnerin Jan, die Fran in vielerlei Hinsichten ähnelt.                                                                                                |           |                             |                                       |                      |                                       |                     |                                   |                 |
| 26 | 16        | Assistenz-Chaos             | A Star is Reborn                      | 19. Dez. 2012        | 2. Okt. 2013                          | Joe Regalbuto       | Fran Drescher & Diane Wilk        | 0,94 Mio.       |
| Weil Peter vor einem großen Immobiliengeschäft steht, kann er seinen Zweitjob als Joan Collins Assistent nicht wahrnehmen und Fran springt für ihn ein. Diese vermasselt jedoch jegliche Aufgaben einer guten Assistentin. |           |                             |                                       |                      |                                       |                     |                                   |                 |
| 27 | 17        | Wo die Liebe hinfällt       | Follow the Leader                     | 26. Dez. 2012        | 9. Okt. 2013                          | Joe Regalbuto       | Fran Drescher & Devon Kelly       | 1,12 Mio.       |
| Marilyns Tochter und Frans Freundin aus Kindertagen, Kiki, ist in der Stadt. Sie ist mit einem wohlhabenden Mann verlobt, doch als Fran sie überzeugt, dass es auf die Leidenschaft ankommt, lässt Kiki die Hochzeit für den Kellner Carmine platzen. Marilyn ist rasend vor Wut und beschuldigt Fran.                                                              |           |                             |                                       |                      |                                       |                     |                                   |                 |
| 28 | 18        | Der neue Nachbar            | Love Thy Neighbor                     | 2. Jan. 2013         | 9. Okt. 2013                          | Joe Regalbuto       | Fran Drescher & Mike Dow          | 1,00 Mio.       |
| Fran führt einen Kleinkrieg mit ihrem Nachbarn Neil, weil er nachts laute Partys feiert. Außerdem muss Fran feststellen, dass ein Teil ihres Blumenshops auf Neils Grundstück steht. Elliot mischt sich ein und bringt das Fass zum Überlaufen. |           |                             |                                       |                      |                                       |                     |                                   |                 |
| 29 | 19        | Judis Jugendliebe           | The Biggest Chill                     | 9. Jan. 2013         | 16. Okt. 2013                         | Skip Collector      | Fran Drescher & Yvette Lee Bowser | 1,33 Mio.       |
| Judis alte College-Liebe Tony taucht in der Stadt auf und will ihre gemeinsame Liebe wiedererwecken. Fran redet Judi zu, ihm eine Chance zu geben, doch Judis Skepsis scheint berechtigt zu sein als er zum ersten Date nicht auftaucht. |           |                             |                                       |                      |                                       |                     |                                   |                 |
| 30 | 20        | Peters Geheimnis            | Peter’s Boyfriend                     | 16. Jan. 2013        | 16. Okt. 2013                         | Victor Nelli, Jr.   | John Kazlauskas                   | 0,90 Mio.       |
| Als Fran und Judi ins Kino gehen, treffen sie auf Peter und seinem Freund Chris, von dem Fran nichts wusste. Peter erklärt ihr warum er das verheimlicht hat und seine Angst wird Realität. Nicht nur Peter lebt noch mit seiner Ex-Frau, sondern auch Chris noch mit seinem Ex-Freund zusammen.                                                                    |           |                             |                                       |                      |                                       |                     |                                   |                 |
| 31 | 21        | Peggy                       | I Object                              | 23. Jan. 2013        | 23. Okt. 2013                         | Victor Nelli, Jr.   | Fran Drescher & Devon Kelly       | 1,11 Mio.       |
| Peter ist mit Frans Hochzeitsvorbereitungen beschäftigt, als seine Schwester Peggy, die vor 20 Jahren auf Frans und Peters Hochzeit einen Einwand gemacht hat, einen Überraschungsbesuch macht. Fran hat ihr bis heute noch nicht vergeben und die Situation eskaliert, als sich Peggy in die Hochezeitsplanungen einmischt.                                        |           |                             |                                       |                      |                                       |                     |                                   |                 |
| 32 | 22        | Plötzlich Eltern            | Happily Divorced… with Children       | 30. Jan. 2013        | 23. Okt. 2013                         | D. W. Moffett       | Fran Drescher & Frank Lombardi    | 1,13 Mio.       |
| Fran und Peter sollen auf Cesars Sohn und Neils Tochter aufpassen, doch die beiden verschwinden gemeinsam. Fran und Peter befinden sich in großen Schwierigkeiten, als sie die beiden 16-Jährigen sich küssend in Neils Whirlpool entdecken und ausgerechnet dann noch Neils Stimme hören.                                                                          |           |                             |                                       |                      |                                       |                     |                                   |                 |
| 33 | 23        | Der Feind in meinen Träumen | Sleeping With the Enemy               | 6. Feb. 2013         | 30. Okt. 2013                         | Ellen Gittelsohn    | Fran Drescher & Yvette Lee Bowser | 1,06 Mio.       |
| Als Fran ihrem Nachbarn Neil das Leben rettet, hofft sie, dass er ihre Schulden vergisst. Nachdem dieser über dieses Verhalten wütend ist, bekommt Fran erotische Träume von Neil. |           |                             |                                       |                      |                                       |                     |                                   |                 |
| 34 | 24        | Überraschung mit Folgen     | For Better or For Worse               | 13. Feb. 2013        | 30. Okt. 2013                         | Peter Marc Jacobson | Fran Drescher & Caryn Lucas       | 1,06 Mio.       |
| Kurz nachdem Fran von ihrem Nachbarn Neil geküsst wurde, reist sie nach London zu ihrem Verlobten Elliot, um ihn zu überraschen. Doch auch er hat eine unangenehme Überraschung für sie. |           |                             |                                       |                      |                                       |                     |                                   |                 |